# Werner Borchardt

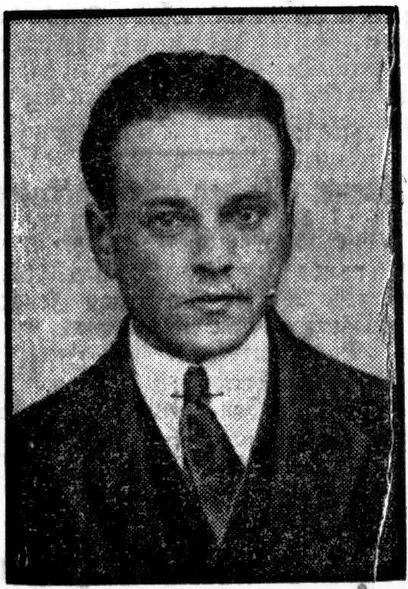
Werner Borchardt 1930

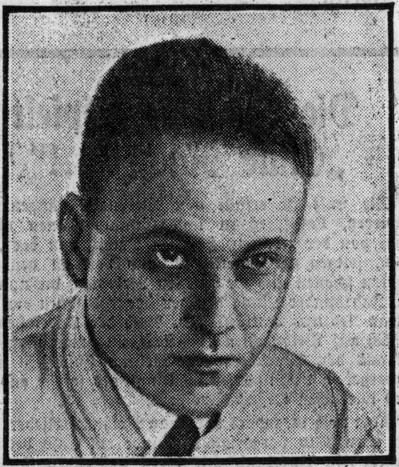
Werner Borchardt 1930

Werner Borchardt (* 4. November 1900 in Hamburg; † 7. Dezember 1930 am Merapi) war ein deutscher Physiologe und Biometeorologe.

## Leben
Nach Studium und Promotion mit einer Dissertation über Biologische Beiträge zum d’Hérelle’schen Phänomen war Borchardt ab dem 1. Oktober 1925 als wissenschaftlicher Assistent am Institut für Schiffs- und Tropenkrankheiten (auch: Tropenhygienisches Institut) in Hamburg beschäftigt – dem heutigen Bernhard-Nocht-Institut für Tropenmedizin. Später lehrte er auch als Privatdozent an der Universität seiner Heimatstadt.
Sein Forschungsschwerpunkt lag einerseits auf der Einwirkung von Außentemperaturen auf Hämatopoese und Blutzirkulation, andererseits untersuchte er die Einflüsse von anhaltender Dunkelheit und ständigem Sonnenschein auf den Stoffwechsel und Kreislauf von Kindern unterschiedlicher Hautfarbe. Dafür reiste er unter anderem nach Schweden sowie zweimal auf die Lofoten – zu Studien bei Mitternachtssonne und Polarnacht. Anschließend wirkte er als Schiffsarzt in Westafrika und unternahm 1929 zusammen mit seinem Institutskollegen Prof. Otto Kestner eine Exkursion ins damals unter britischer und französischer Verwaltung stehende Völkerbund-Mandat Kamerun. Die Ergebnisse dieser Reise legte er in einer Abhandlung dar, die derart beeindruckte, dass ihn Henry Heinemann in Absprache mit den niederländischen Behörden zu einem ein- bis zweijährigen Studienaufenthalt nach Niederländisch-Indien einlud. Heinemann leitete die Außenstelle des Tropeninstituts in Medan; beide hatten sich auf einer Ärztekonferenz in Marburg kennengelernt. Nach der offiziellen Beurlaubung Borchardts seitens des Institutsleiters Bernhard Nocht wurde das Unterfangen durch die Notgemeinschaft der deutschen Wissenschaft, den Reisefonds des Instituts sowie durch Zuwendungen der Stadt Hamburg finanziert. Mitte August 1930 brach Borchardt per Schiff auf und traf am 1. Oktober in Britisch-Indien ein, von wo aus die Weiterreise erfolgte.
Am 7. Dezember kam er bei einer Eruption des Vulkans Merapi auf der großen Sundainsel Java ums Leben. Er wollte – gegen den Rat der örtlichen Behörden – im Krater Temperaturmessungen durchführen, als der seit 40 Jahren inaktive Berg plötzlich ausbrach. Sein Leichnam wurde nie gefunden und auch die Umstände des Todes ließen sich nicht mehr genau rekonstruieren: So wurde beispielsweise berichtet, dass er sich gerade in den Krater abseilte, als es zu einem Lavaausstoß kam. Er wollte den Ausbruch offenbar noch vor Ort untersuchen, als er durch giftige Gase betäubt in das geschmolzene Gestein fiel. An anderen Stellen in den Medien wurde spekuliert, er könnte in einen Spalt in der Lavakruste gerutscht sein oder habe sich schlichtweg nicht mehr vor einem Lavastrom retten können. Auch bezüglich seiner Begleitung variieren die Angaben. Es ist sowohl von einem oder zwei einheimischen Trägern die Rede, als auch von einem europäischen Hilfsarbeiter. Klar ist, dass ein Träger mehrere Tage nach der Eruption völlig entkräftet zurückkehrte und angab, beim Ausbruch geflüchtet zu sein. Borchardt sei mit dem anderen Einheimischen ebenfalls talwärts gelaufen. Jener Träger hätte den Forscher gewarnt, ein benachbartes Tal zu betreten, was der Hamburger jedoch ignoriert habe. Daraufhin habe der Träger ihn hinter einem Felsvorsprung verschwinden sehen. Auf Grund der großen Entfernung und der Verwüstung nach dem Ausbruch gestaltete sich auch die Kommunikation nach Deutschland zunächst schwierig. So lag am 20. Dezember noch keine Bestätigung für Borchardts Tod vor und ein Telegrammwechsel zwischen Sumatra und Hamburg brachte widersprüchliche Ergebnisse. Seine Eltern hatten derweil ein Telegramm erhalten, dass man sein Auto am Fuße des Merapi gefunden habe. In einer Telegrafennachricht wurden die Angehörigen darüber informiert, dass man „noch auf der Suche nach Dr. Borchardt begriffen“, eine Rettung allerdings „so gut wie ausgeschlossen“ sei. Truppen der niederländischen Streitkräfte beteiligten sich an einer umfangreichen Suche, die aber auch keinerlei weitere Hinweise auf den Verbleib Borchardts brachte.

## Publikationen
- W. Borchardt: Biologische Beiträge zum d’Hérelle'schen Phänomen. Peters & Mietzner, Hamburg, 1925.
- W. Borchardt, M. Mayer, W. Kikuth: Über Einschlüsse der Erythrocyten bei Experimenteller Anämie der Ratten [Eine Neue Parasitengruppe?]. In: Klinische Wochenschrift, Vol. 5, Nr. 13, 1926, S. 559–560.
- W. Borchardt, M. Mayer, W. Kikuth: Die durch Milzexstirpation auslösbare infektiöse Rattenanämie: Ätiologie, Pathologie und Chemotherapie. Johann Ambrosius Barth Verlag, Leipzig, 1927.
- W. Borchardt, M. Mayer, W. Kikuth: Chemotherapeutische Studien bei der „infektiösen Anämie der Ratten“. In: Deutsche Medizinische Wochenschrift, Vol. 53, Nr. 1, 1927, S. 9–10.
- W. Borchardt, O. Kestner: Weitere Strahlenmessungen nördlich des Polarkreises. In: Pflüger’s Archiv für die gesamte Physiologie des Menschen und der Tiere, Vol. 218, Nr. 1, 1928, S. 469–474.
- W. Borchardt, O. Kestner: Klimauntersuchungen in den Tropen. In: Klinische Wochenschrift, Vol. 8, Nr. 39, 1929, S. 1796–1801.
- W. Borchardt: Die Magenfunktion im Künstlichen Tropenklima. In: Klinische Wochenschrift, Vol. 9, Nr. 19, 1930, S. 886–888.
- W. Borchardt: Medizinische Klimatologie. Gebrüder Borntraeger, Berlin 1930.
- W. Borchardt, H. J. Heinemann: Tuberkulose und Chlorstoffwechsel im tropischen Klima. In: Archiv für Schiffs- und Tropen-Hygiene, Band 35, 1931, S. 567–577.